# Filips I van Castilië

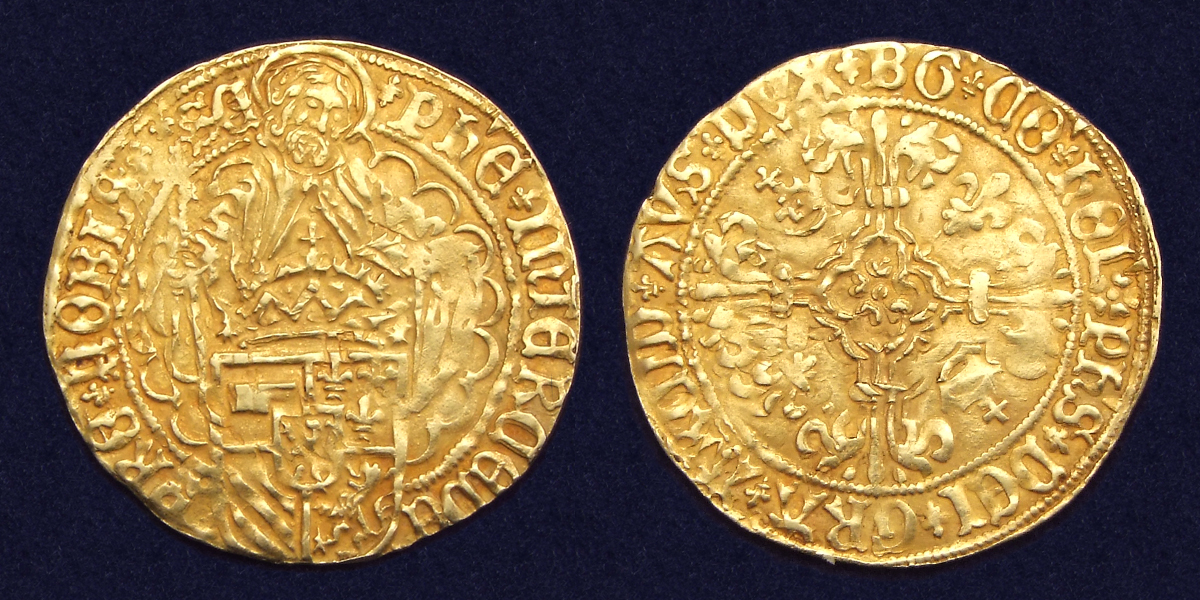
Holland, St-Philippus goudgulden, geslagen te Dordrecht onder Filips de Schone

Heraldisch schild van Filips IV, Hertog van Bourgondië

Heraldisch schild van Filips I, Koning-gemaal van Castilië

Filips, bijgenaamd de Schone (Frans: Philippe le Beau) (Brugge, 22 juni 1478 — Burgos, 25 september 1506) was heerser over de landen die tezamen de Habsburgse Nederlanden en de kroon van Castilië worden genoemd. Hij was een zoon van Maximiliaan van Oostenrijk en Maria van Bourgondië en een broer van Margaretha van Oostenrijk.

## Jonge jaren
De geboorte van Filips was een belangrijk dynastiek feit. Frankrijk, dat in een strijd met de Habsburgers begon verwikkeld te raken, liet door agenten het gerucht verspreiden dat het pasgeboren kind van Maria van Bourgondië een meisje was. Na de doop in de Brugse Sint-Donaaskerk roerden de twijfelaars zich, maar Maria snoerde hen de mond door Filips van zijn zwachtels te ontdoen en sijn cullekens (teelballetjes) in haar hand te nemen, tot grote vreugde van het volk.
Nog geen twee maanden oud werd Filips verloofd met Anna van York, de vijfjarige dochter van koning Edward IV van Engeland. Deze alliantie hield niet lang stand. Toen zijn moeder in 1482 stierf, werd Filips als driejarige kleuter troongerechtigd. Zijn vader oefende tijdens zijn minderjarigheid het regentschap over de Nederlanden uit. Filips werd opgevoed te Mechelen bij zijn (stief)grootmoeder Margaretha van York en onderging de invloed van de Nederlandse adel. Dat bleek heel duidelijk toen hij in 1494 meerderjarig werd verklaard en persoonlijk het bewind in handen nam. Hij was toen zestien.

## Beleid
Hij was van 1482 tot 1506 landsheer van de verschillende Bourgondische Nederlanden. Van meet af aan stemde hij zijn beleid af op het verdedigen van de belangen van zijn landen en het bewaren van de neutraliteit in de toenmalige Frans-Engelse tegenstellingen. Hierdoor week hij af van de politieke lijn van zijn vader Maximiliaan, die steeds een harde anti-Franse houding had aangenomen maar zich na zijn aanstelling tot keizer (1493) niet meer met de Nederlanden bemoeide. Met de Engelsen sloot Filips in 1496 een handelsverdrag dat Engeland toeliet vrij aan lakenhandel te doen in de Nederlanden (uitgezonderd in Vlaanderen). Met de Fransen kwam hij op goede voet door aan koning Karel VIII leenhulde te brengen voor Vlaanderen en Artesië. Bovendien sloot hij met Frankrijk in 1498 het Verdrag van Parijs af, waarmee hij definitief afzag van de herovering van Bourgondië en van zijn aanspraken op Gelre.
Op het portret uit 1500 in het kader hiernaast staat Filips de Schone afgebeeld op 22-jarige leeftijd. Hij draagt een mantel van Italiaans goudbrokaat met een granaatappel als patroon, afgezet met een brede bontrand. Op zijn baret prijkt een medaillon met de heilige Filippus. Hij draagt de keten van de Orde van het Gulden Vlies, waarvan hij de soeverein was vanaf 1484.
Filips de Schone was de laatste vorst uit het huis van Bourgondië die de Nederlanden persoonlijk regeerde. Hij zette er de centralisatiepolitiek van zijn voorgangers voort, onder meer door de Grote Raad definitief te Mechelen te vestigen (1504).

## Het huwelijk
Op 20 oktober 1496 trad hij in de Sint-Gummaruskerk in Lier in het huwelijk met Johanna van Castilië, dochter van het katholieke koningspaar Ferdinand van Aragón en Isabella I van Castilië. Daarmee werd de basis gelegd voor een meer dan tweehonderd jaar durende verbintenis tussen de (Zuidelijke) Nederlanden en Spanje. Het huwelijk was een gebeurtenis op zich. Vanuit Spanje werd de bruid uitgestuurd, vergezeld van 20.000 personen en 130 schepen, met kamerheren, hofdames, pages, kamervrouwen, lijfknechten, thesauriers, grootmeesteressen en bedienend personeel. De vloot vertrok uit Laredo op 30 juli 1496 met bestemming Zeeland. Men bracht 85.000 pond gerookt vlees mee, 50.000 haringen, 1.000 kippen, 6.000 eieren en 400 vaten wijn. Tijdens de twee maanden durende reis gingen er een paar schepen verloren door stormweer.
In Antwerpen wachtte Johanna een grandioze ontvangst en een officiële plechtigheid. Op 19 oktober nam ze haar intrek in Lier. De volgende dag arriveerde Filips vanuit Tirol, waar hij met zijn vader op jacht was.
Amper hadden de toekomstige echtelingen één blik gewisseld, of de vonk sloeg over. Tegen elke hofetiquette in liep het koppel de deur uit, op zoek naar een priester. Toen ze die vonden beval Johanna hem om hen ter plekke in de echt te verbinden, waarna de jongelui zich naar het voor hen voorziene herenhuis (het tegenwoordige "Hof van Aragon") begaven en de deur achter zich dicht deden. De volgende dag kwamen zij buiten en werden zij tijdens een luisterrijke plechtigheid in de, toen nog in aanbouw zijnde, Sint-Gummaruskerk, voor een tweede keer in de echt verbonden. Het huwelijk werd gevolgd door een hofbal, volksfeesten en een gigantisch banket; er werd 1200 liter wijn geconsumeerd. Het aantal toeschouwers was zo groot dat op zeker ogenblik een brug over de Nete instortte door overbelasting met als gevolg tal van doden en gewonden.
Het huwelijk, waaruit in 1500 de latere keizer Karel V werd geboren, kreeg in de loop van hetzelfde jaar grote politieke betekenis, toen Johanna als gevolg van verschillende omstandigheden erfdochter van Aragón en Castilië werd. In oktober 1497 stierf de enige troonopvolger van Spanje, Johan van Aragón. Door deze gebeurtenis zou Filips (ooit) als koning-gemaal van Johanna de heerser worden over Oostenrijk, de Nederlanden en mede-heerser van wat nu ongeveer Spanje is. Voor Filips gingen de belangen van zijn dynastie ineens zwaarder wegen dan die van de Nederlanden en in zijn beleid kwam een abrupte ommekeer. De neutraliteitspolitiek werd vervangen door een duidelijke Fransgezinde houding, onder meer door een huwelijksovereenkomst die Filips in 1501 liet sluiten tussen zijn anderhalf jaar oude zoon Karel en Claude, dochter van koning Lodewijk XII. Filips bracht ook een toenadering tot stand tussen zijn vader Maximiliaan en de Franse koning (Verdrag van Blois, 1504), waarbij beide vorsten het eens werden over het tussen hen betwiste hertogdom Milaan.

## Koning-gemaal van Castilië
Eind november 1504 overleed Filips' schoonmoeder Isabella waardoor Johanna door erfopvolging koningin van Castilië werd. Filips' schoonvader, Ferdinand II, verloor zo zijn koninklijke status als echtgenoot van de koningin, maar weigerde dat te accepteren. Hij liet munten slaan met de inscriptie "Ferdinand en Johanna, Koning en Koningin van Castilië'. Zijn vrouw had hem in haar testament toestemming verleend te regeren als Johanna afwezig was of zelf niet wilde regeren, tot haar rechtmatig erfgenaam de leeftijd van 20 jaar zou hebben bereikt. Ferdinand wist het Castilliaans koninklijk gerechtshof ervan te overtuigen dat Johanna niet in staat was te regeren en te accepteren dat hij bewindvoerder was van het koninkrijk Castilië.
Filips liet daarop munten slaan met de inscriptie "Filips en Johanna, Koning en Koningin van Castilië, Léon en Aartshertog van Oostenrijk, etc." en lieten zich te Brussel tot koningin en koning van Castilië uitroepen. In 1506 vertrok Filips naar Spanje om zijn rechten te laten gelden. Na een moeilijke reis - een zware storm dreef het schip onder meer naar Engeland - belandde hij in Spanje, waar zijn schoonvader hem niet zonder slag of stoot als koning-gemaal van Castilië wilde erkennen. Op 15 juli 1506 werd hij echter ook officieel door de Spaanse Hofraad, de Cortes, erkend als Filips I, koning-gemaal van Castilië, naast Johanna als koningin.

## Dood

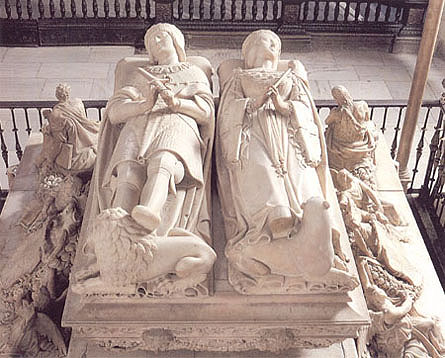
Praalgraf van Filips en Johanna in Granada (Bartolomé Ordóñez en werkplaats, ca. 1518-1533)

Nauwelijks drie maanden later overleed Filips de Schone, officieel aan de tyfus, maar boze tongen beweren dat hij werd vermoord. De Spaanse kroonprins, Johan, was kort tevoren op achttienjarige leeftijd gestorven, waardoor de kroon, tegen alle planning in, op het hoofd van Filips zou worden geplaatst. Filips' schoonvader, koning Ferdinand van Aragón, kon het maar moeilijk verkroppen dat deze vreemdeling - die reeds voorbestemd was om heerser over de Nederlanden en Oostenrijk te worden - ook de macht over Spanje zou verwerven en dat motief zou achter de dood van (moord op?) Filips zitten. Het blijft speculatie. Filips' eega koningin Johanna bleef verbijsterd achter en sloot zich na de dood van haar man af van de wereld. Ze reisde met het gebalsemde lijk van Filips in een loden kist naar Castilië waar ze door haar vader werd opgesloten in een klooster met als reden een geestesziekte. Daarop kon haar vader het regentschap waarnemen. Ze bleef haar titel (in naam) behouden tot haar dood in 1555.
Filips werd begraven in het clarissenklooster van Tordesillas, tot zijn resten in 1525 werden overgebracht naar de koninklijke kapel bij de kathedraal van Granada, in afwachting van de voltooiing van zijn praalgraf. Zijn hart werd in een loden kistje naar Vlaanderen gestuurd en bijgezet in de tombe van zijn moeder Maria van Bourgondië.

## Opvolging
Hun jonge zoon Karel V kreeg, onder regentschap van Maximiliaan, zijn grootvader van vaderszijde, de heerschappij over de Lage Landen. Na de dood van Ferdinand II van Aragon in 1516 ook het regentschap over Spanje. Zo werd het Spaans-Habsburgse rijk voor lange tijd de machtigste fractie van het Europese continent.

## Kwartierstaat (voorouders)
| Ernst I van Oostenrijk (1377-1424) | Ernst I van Oostenrijk (1377-1424) | Ernst I van Oostenrijk (1377-1424) | Ernst I van Oostenrijk (1377-1424) | Ernst I van Oostenrijk (1377-1424) | Ernst I van Oostenrijk (1377-1424) | Cymburgis van Mazovië (ca. 1394−1429) | Cymburgis van Mazovië (ca. 1394−1429) | Cymburgis van Mazovië (ca. 1394−1429) | Cymburgis van Mazovië (ca. 1394−1429) | Cymburgis van Mazovië (ca. 1394−1429) | Cymburgis van Mazovië (ca. 1394−1429) |                                  |                                  | Eduard van Portugal (1391-1438)  | Eduard van Portugal (1391-1438)  | Eduard van Portugal (1391-1438)          | Eduard van Portugal (1391-1438)          | Eduard van Portugal (1391-1438)          | Eduard van Portugal (1391-1438)          | Eleonora van Aragón (1402-1445)          | Eleonora van Aragón (1402-1445)          | Eleonora van Aragón (1402-1445) | Eleonora van Aragón (1402-1445) | Eleonora van Aragón (1402-1445)       | Eleonora van Aragón (1402-1445)       |                                       |                                       | Filips de Goede (1396-1467)           | Filips de Goede (1396-1467)           | Filips de Goede (1396-1467) | Filips de Goede (1396-1467) | Filips de Goede (1396-1467) | Filips de Goede (1396-1467) | Isabella van Portugal (1397-1472)  | Isabella van Portugal (1397-1472)  | Isabella van Portugal (1397-1472)  | Isabella van Portugal (1397-1472)  | Isabella van Portugal (1397-1472)  | Isabella van Portugal (1397-1472)  |                                  |                                  | Karel I van Bourbon (1401-1456)  | Karel I van Bourbon (1401-1456)  | Karel I van Bourbon (1401-1456)  | Karel I van Bourbon (1401-1456)  | Karel I van Bourbon (1401-1456)  | Karel I van Bourbon (1401-1456)  | Agnes van Bourgondië (1407-1476) | Agnes van Bourgondië (1407-1476) | Agnes van Bourgondië (1407-1476) | Agnes van Bourgondië (1407-1476) | Agnes van Bourgondië (1407-1476) | Agnes van Bourgondië (1407-1476) |  |  |  |  |  |  |  |  |  |  |  |  |  |  |  |  |  |  |  |  |  |  |  |  |  |  |  |  |  |  |  |  |  |  |  |  |  |  |  |  |  |  |  |  |  |  |  |  |
| Ernst I van Oostenrijk (1377-1424) | Ernst I van Oostenrijk (1377-1424) | Ernst I van Oostenrijk (1377-1424) | Ernst I van Oostenrijk (1377-1424) | Ernst I van Oostenrijk (1377-1424) | Ernst I van Oostenrijk (1377-1424) | Cymburgis van Mazovië (ca. 1394−1429) | Cymburgis van Mazovië (ca. 1394−1429) | Cymburgis van Mazovië (ca. 1394−1429) | Cymburgis van Mazovië (ca. 1394−1429) | Cymburgis van Mazovië (ca. 1394−1429) | Cymburgis van Mazovië (ca. 1394−1429) |                                  |                                  | Eduard van Portugal (1391-1438)  | Eduard van Portugal (1391-1438)  | Eduard van Portugal (1391-1438)          | Eduard van Portugal (1391-1438)          | Eduard van Portugal (1391-1438)          | Eduard van Portugal (1391-1438)          | Eleonora van Aragón (1402-1445)          | Eleonora van Aragón (1402-1445)          | Eleonora van Aragón (1402-1445) | Eleonora van Aragón (1402-1445) | Eleonora van Aragón (1402-1445)       | Eleonora van Aragón (1402-1445)       |                                       |                                       | Filips de Goede (1396-1467)           | Filips de Goede (1396-1467)           | Filips de Goede (1396-1467) | Filips de Goede (1396-1467) | Filips de Goede (1396-1467) | Filips de Goede (1396-1467) | Isabella van Portugal (1397-1472)  | Isabella van Portugal (1397-1472)  | Isabella van Portugal (1397-1472)  | Isabella van Portugal (1397-1472)  | Isabella van Portugal (1397-1472)  | Isabella van Portugal (1397-1472)  |                                  |                                  | Karel I van Bourbon (1401-1456)  | Karel I van Bourbon (1401-1456)  | Karel I van Bourbon (1401-1456)  | Karel I van Bourbon (1401-1456)  | Karel I van Bourbon (1401-1456)  | Karel I van Bourbon (1401-1456)  | Agnes van Bourgondië (1407-1476) | Agnes van Bourgondië (1407-1476) | Agnes van Bourgondië (1407-1476) | Agnes van Bourgondië (1407-1476) | Agnes van Bourgondië (1407-1476) | Agnes van Bourgondië (1407-1476) |  |  |  |  |  |  |  |  |  |  |  |  |  |  |  |  |  |  |  |  |  |  |  |  |  |  |  |  |  |  |  |  |  |  |  |  |  |  |  |  |  |  |  |  |  |  |  |  |
|                                    |                                    |                                    |                                    |                                    |                                    |                                       |                                       |                                       |                                       |                                       |                                       |                                  |                                  |                                  |                                  |                                          |                                          |                                          |                                          |                                          |                                          |                                 |                                 |                                       |                                       |                                       |                                       |                                       |                                       |                             |                             |                             |                             |                                    |                                    |                                    |                                    |                                    |                                    |                                  |                                  |                                  |                                  |                                  |                                  |                                  |                                  |                                  |                                  |                                  |                                  |                                  |                                  |  |  |  |  |  |  |  |  |  |  |  |  |  |  |  |  |  |  |  |  |  |  |  |  |  |  |  |  |  |  |  |  |  |  |  |  |  |  |  |  |  |  |  |  |  |  |  |  |
|                                    |                                    |                                    |                                    | Keizer Frederik III (1415-1493)    | Keizer Frederik III (1415-1493)    | Keizer Frederik III (1415-1493)       | Keizer Frederik III (1415-1493)       | Keizer Frederik III (1415-1493)       | Keizer Frederik III (1415-1493)       |                                       |                                       |                                  |                                  |                                  |                                  | Eleonora Helena van Portugal (1434-1467) | Eleonora Helena van Portugal (1434-1467) | Eleonora Helena van Portugal (1434-1467) | Eleonora Helena van Portugal (1434-1467) | Eleonora Helena van Portugal (1434-1467) | Eleonora Helena van Portugal (1434-1467) |                                 |                                 |                                       |                                       |                                       |                                       |                                       |                                       |                             |                             | Karel de Stoute (1433-1477) | Karel de Stoute (1433-1477) | Karel de Stoute (1433-1477)        | Karel de Stoute (1433-1477)        | Karel de Stoute (1433-1477)        | Karel de Stoute (1433-1477)        |                                    |                                    |                                  |                                  |                                  |                                  | Isabella van Bourbon (1436-1465) | Isabella van Bourbon (1436-1465) | Isabella van Bourbon (1436-1465) | Isabella van Bourbon (1436-1465) | Isabella van Bourbon (1436-1465) | Isabella van Bourbon (1436-1465) |                                  |                                  |                                  |                                  |  |  |  |  |  |  |  |  |  |  |  |  |  |  |  |  |  |  |  |  |  |  |  |  |  |  |  |  |  |  |  |  |  |  |  |  |  |  |  |  |  |  |  |  |  |  |  |  |
|                                    |                                    |                                    |                                    | Keizer Frederik III (1415-1493)    | Keizer Frederik III (1415-1493)    | Keizer Frederik III (1415-1493)       | Keizer Frederik III (1415-1493)       | Keizer Frederik III (1415-1493)       | Keizer Frederik III (1415-1493)       |                                       |                                       |                                  |                                  |                                  |                                  | Eleonora Helena van Portugal (1434-1467) | Eleonora Helena van Portugal (1434-1467) | Eleonora Helena van Portugal (1434-1467) | Eleonora Helena van Portugal (1434-1467) | Eleonora Helena van Portugal (1434-1467) | Eleonora Helena van Portugal (1434-1467) |                                 |                                 |                                       |                                       |                                       |                                       |                                       |                                       |                             |                             | Karel de Stoute (1433-1477) | Karel de Stoute (1433-1477) | Karel de Stoute (1433-1477)        | Karel de Stoute (1433-1477)        | Karel de Stoute (1433-1477)        | Karel de Stoute (1433-1477)        |                                    |                                    |                                  |                                  |                                  |                                  | Isabella van Bourbon (1436-1465) | Isabella van Bourbon (1436-1465) | Isabella van Bourbon (1436-1465) | Isabella van Bourbon (1436-1465) | Isabella van Bourbon (1436-1465) | Isabella van Bourbon (1436-1465) |                                  |                                  |                                  |                                  |  |  |  |  |  |  |  |  |  |  |  |  |  |  |  |  |  |  |  |  |  |  |  |  |  |  |  |  |  |  |  |  |  |  |  |  |  |  |  |  |  |  |  |  |  |  |  |  |
|                                    |                                    |                                    |                                    |                                    |                                    |                                       |                                       |                                       |                                       | Keizer Maximiliaan I (1459-1519)      | Keizer Maximiliaan I (1459-1519)      | Keizer Maximiliaan I (1459-1519) | Keizer Maximiliaan I (1459-1519) | Keizer Maximiliaan I (1459-1519) | Keizer Maximiliaan I (1459-1519) |                                          |                                          |                                          |                                          |                                          |                                          |                                 |                                 |                                       |                                       |                                       |                                       |                                       |                                       |                             |                             |                             |                             |                                    |                                    |                                    |                                    | Maria van Bourgondië (1457-1482)   | Maria van Bourgondië (1457-1482)   | Maria van Bourgondië (1457-1482) | Maria van Bourgondië (1457-1482) | Maria van Bourgondië (1457-1482) | Maria van Bourgondië (1457-1482) |                                  |                                  |                                  |                                  |                                  |                                  |                                  |                                  |                                  |                                  |  |  |  |  |  |  |  |  |  |  |  |  |  |  |  |  |  |  |  |  |  |  |  |  |  |  |  |  |  |  |  |  |  |  |  |  |  |  |  |  |  |  |  |  |  |  |  |  |
|                                    |                                    |                                    |                                    |                                    |                                    |                                       |                                       |                                       |                                       | Keizer Maximiliaan I (1459-1519)      | Keizer Maximiliaan I (1459-1519)      | Keizer Maximiliaan I (1459-1519) | Keizer Maximiliaan I (1459-1519) | Keizer Maximiliaan I (1459-1519) | Keizer Maximiliaan I (1459-1519) |                                          |                                          |                                          |                                          |                                          |                                          |                                 |                                 |                                       |                                       |                                       |                                       |                                       |                                       |                             |                             |                             |                             |                                    |                                    |                                    |                                    | Maria van Bourgondië (1457-1482)   | Maria van Bourgondië (1457-1482)   | Maria van Bourgondië (1457-1482) | Maria van Bourgondië (1457-1482) | Maria van Bourgondië (1457-1482) | Maria van Bourgondië (1457-1482) |                                  |                                  |                                  |                                  |                                  |                                  |                                  |                                  |                                  |                                  |  |  |  |  |  |  |  |  |  |  |  |  |  |  |  |  |  |  |  |  |  |  |  |  |  |  |  |  |  |  |  |  |  |  |  |  |  |  |  |  |  |  |  |  |  |  |  |  |
|                                    |                                    |                                    |                                    |                                    |                                    |                                       |                                       |                                       |                                       |                                       |                                       |                                  |                                  |                                  |                                  |                                          |                                          |                                          |                                          |                                          |                                          |                                 |                                 |                                       |                                       |                                       |                                       |                                       |                                       |                             |                             |                             |                             |                                    |                                    |                                    |                                    |                                    |                                    |                                  |                                  |                                  |                                  |                                  |                                  |                                  |                                  |                                  |                                  |                                  |                                  |                                  |                                  |  |  |  |  |  |  |  |  |  |  |  |  |  |  |  |  |  |  |  |  |  |  |  |  |  |  |  |  |  |  |  |  |  |  |  |  |  |  |  |  |  |  |  |  |  |  |  |  |
|                                    |                                    |                                    |                                    |                                    |                                    |                                       |                                       |                                       |                                       |                                       |                                       |                                  |                                  |                                  |                                  |                                          |                                          |                                          |                                          |                                          |                                          |                                 |                                 |                                       |                                       |                                       |                                       |                                       |                                       |                             |                             |                             |                             |                                    |                                    |                                    |                                    |                                    |                                    |                                  |                                  |                                  |                                  |                                  |                                  |                                  |                                  |                                  |                                  |                                  |                                  |                                  |                                  |  |  |  |  |  |  |  |  |  |  |  |  |  |  |  |  |  |  |  |  |  |  |  |  |  |  |  |  |  |  |  |  |  |  |  |  |  |  |  |  |  |  |  |  |  |  |  |  |
|                                    |                                    |                                    |                                    |                                    |                                    |                                       |                                       |                                       |                                       |                                       |                                       |                                  |                                  | Filips de Schone (1478-1506)     | Filips de Schone (1478-1506)     | Filips de Schone (1478-1506)             | Filips de Schone (1478-1506)             | Filips de Schone (1478-1506)             | Filips de Schone (1478-1506)             |                                          |                                          |                                 |                                 | Margaretha van Oostenrijk (1480-1530) | Margaretha van Oostenrijk (1480-1530) | Margaretha van Oostenrijk (1480-1530) | Margaretha van Oostenrijk (1480-1530) | Margaretha van Oostenrijk (1480-1530) | Margaretha van Oostenrijk (1480-1530) |                             |                             |                             |                             | Francis van Oostenrijk (1481-1481) | Francis van Oostenrijk (1481-1481) | Francis van Oostenrijk (1481-1481) | Francis van Oostenrijk (1481-1481) | Francis van Oostenrijk (1481-1481) | Francis van Oostenrijk (1481-1481) |                                  |                                  |                                  |                                  |                                  |                                  |                                  |                                  |                                  |                                  |                                  |                                  |                                  |                                  |  |  |  |  |  |  |  |  |  |  |  |  |  |  |  |  |  |  |  |  |  |  |  |  |  |  |  |  |  |  |  |  |  |  |  |  |  |  |  |  |  |  |  |  |  |  |  |  |

## Nageslacht

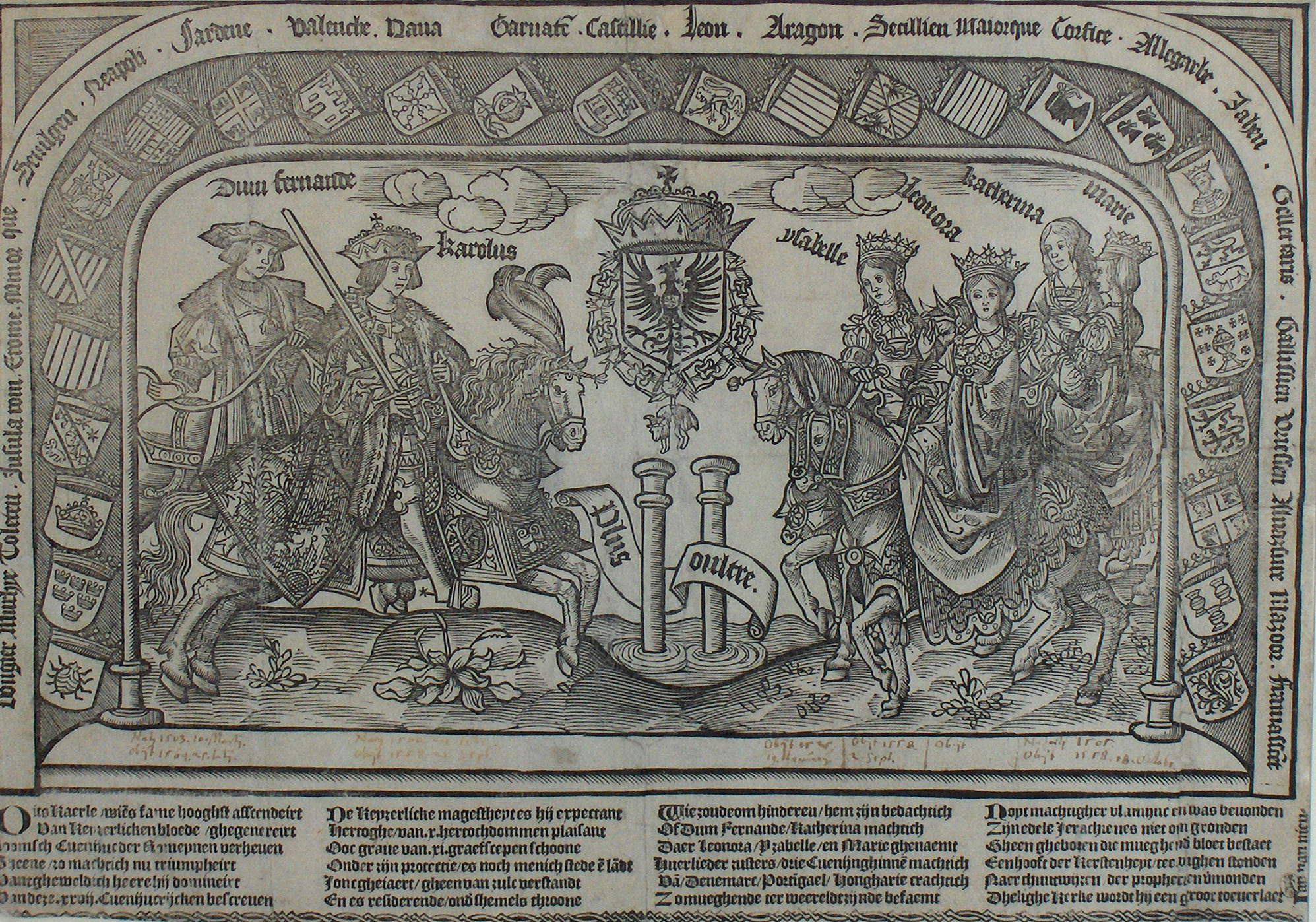
De zes kinderen van Filips de Schone en Johanna van Castilië door Jan van Nieuland

Johanna van Castilië en Filips de Schone hadden zes kinderen:
- Eleonora (15 november 1498 - 25 februari 1558), koningin van Portugal (door haar huwelijk met Emanuel I) en Frankrijk (door haar tweede huwelijk met Frans I van Frankrijk)
- Karel V (24 februari 1500 - 21 september 1558) keizer van het Heilige Roomse Rijk en koning van Spanje, trouwde met Isabella van Portugal
- Isabella (18 juli 1501 - 19 januari 1526), koningin van Denemarken door haar huwelijk met Christiaan II
- Ferdinand I (10 maart 1503 - 25 juli 1564), keizer van het Heilige Roomse Rijk, trouwde met Anna van Bohemen
- Maria van Hongarije (18 september 1505 - 18 oktober 1558), koningin van Hongarije door haar huwelijk met Lodewijk II
- Catharina (14 januari 1507 - 12 februari 1578) koningin van Portugal door haar huwelijk met Johan III

Zijn zesjarige zoon Karel erfde zijn bezittingen, maar stond tot 1515 onder het theoretische voogdijschap van zijn grootvader Maximiliaan. Deze liet zich echter, met instemming van de Staten-Generaal, in deze functie vervangen door zijn dochter Margaretha van Oostenrijk, Filips' zuster.

## Titels

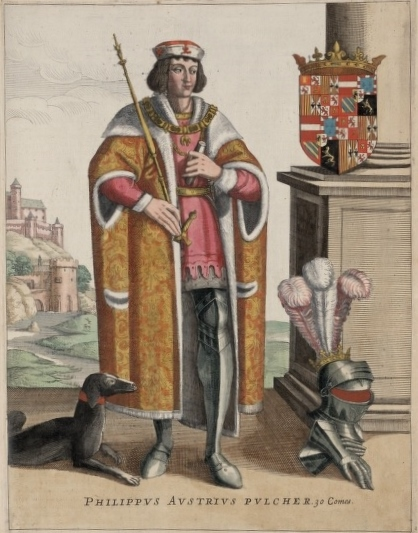
Filips de Schone (afbeelding uit Flandria illustrata, 1641)

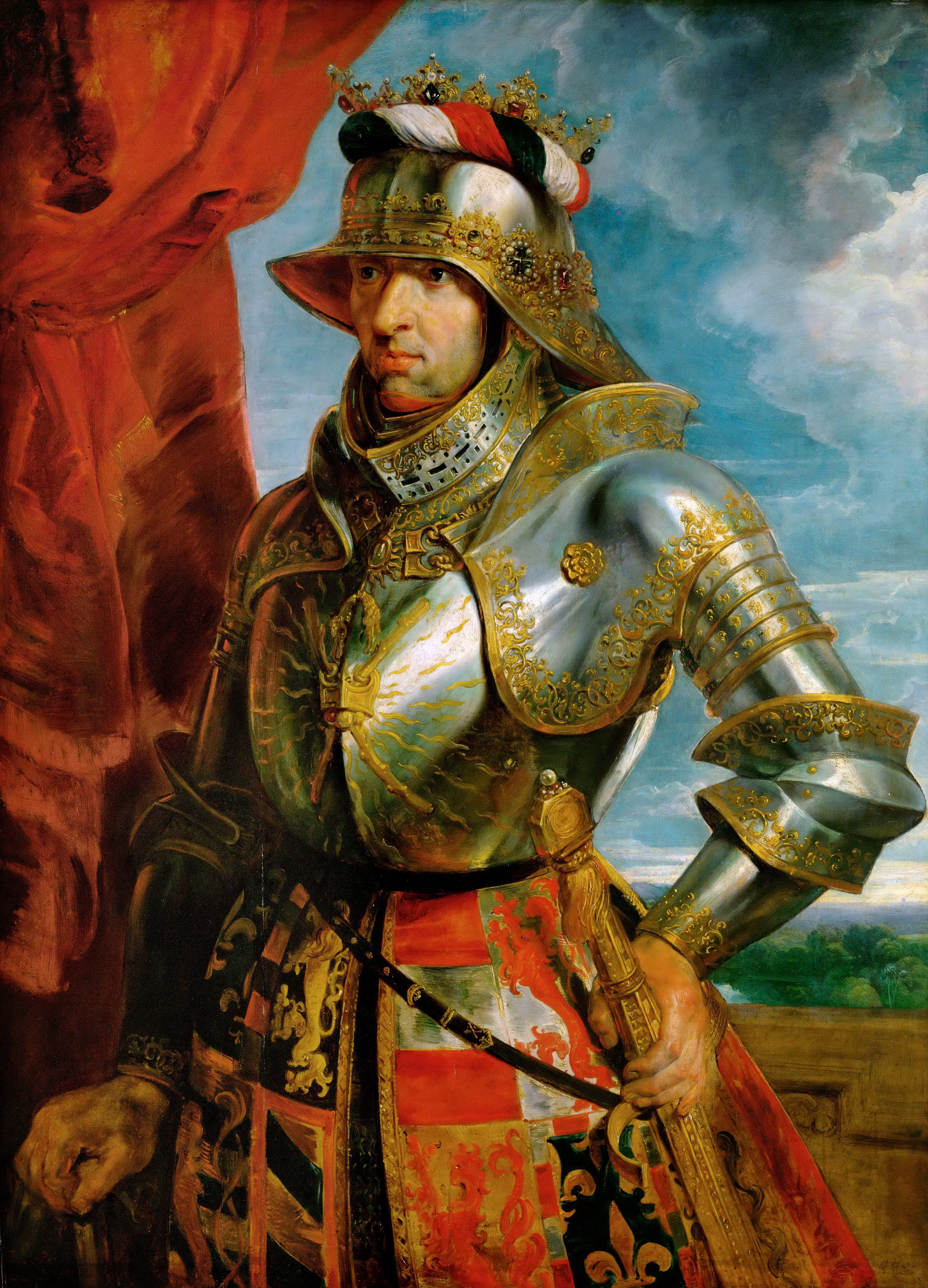
Portret van Filips de Schone, zoon van Maximiliaan I, door Peter Paul Rubens.Origineel in Kunst Historisch Museum Wenen. Voorheen foutief aanzien als portret van Maximiliaan I.

27 maart 1482 - 25 september 1506:
- hertog van Bourgondië als Filips IV (hoewel Lodewijk XI, koning van Frankrijk dit gebied had ingenomen nadat Karel de Stoute sneuvelde).
- hertog van Brabant als Filips III.
- hertog van Gelre als Filips I.
- hertog van Limburg als Filips III.
- hertog van Lothier als Filips I.
- hertog van Luxemburg als Filips V.
- markgraaf van Namen als Filips VI.
- graaf van Vrij-Bourgondië (Franche-Comté) als Filips VI.
- graaf van Artesië als Filips III.
- graaf van Charolais als Filips IV.
- graaf van Vlaanderen als Filips II.
- graaf van Henegouwen als Filips II.
- graaf van Holland als Filips II.
- graaf van Zeeland als Filips I.
- graaf van Zutphen als Filips I.

26 november 1504 - 25 september 1506:
- Iure uxoris koning van Castilië als Filips I.